# Bolsa de Chipre
La Bolsa de valores de Chipre (en inglés: Cyprus Stock Exchange, en griego: Χρηματιστήριο Αξιών Κύπρου o ΧΑΚ) es la bolsa situada en Nicosia sobre la isla de Chipre. Comenzó a operar el 29 de marzo de 1996.